# Penepodium pauloense
Penepodium pauloense är en biart som först beskrevs av Carlos Schrottky 1903.  Penepodium pauloense ingår i släktet Penepodium och familjen grävsteklar. Inga underarter finns listade i Catalogue of Life.